# 아바 칸트렐

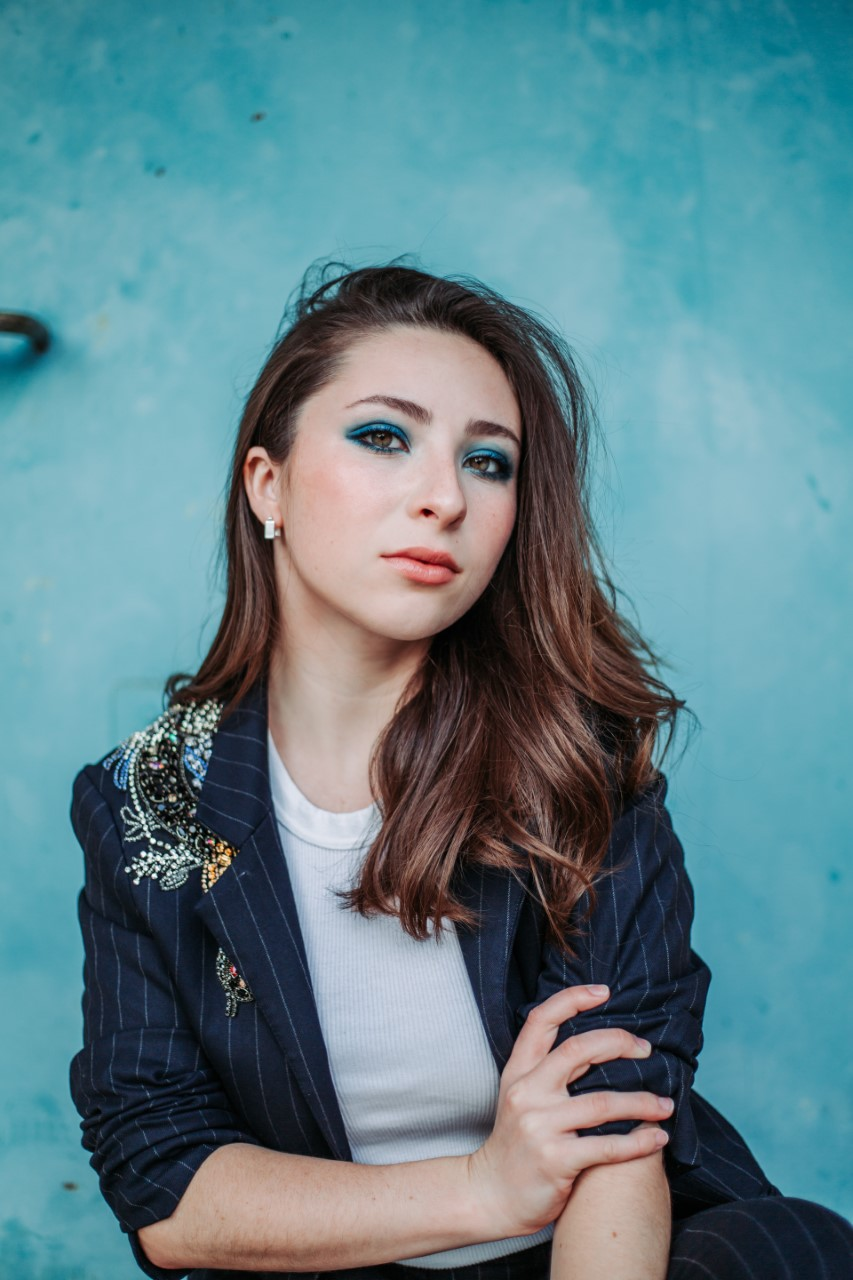

아바 칸트렐(Ava Cantrell, 2001년 6월 19일 ~ )은 미국의 여배우이자 댄서이다.
샌디에이고에서 태어났다. 니켈로디언의 시트콤 시리즈 The Haunted Hathaways에서 Penelope Pritchard 역을 맡은 것으로 잘 알려져있다.

## 영화
- 원 언더 더 선 (2017년)
- 라이트 아웃 (2016년) - 10대 다이애나 역
- 엑시트 13 (2011년) - 앨리스 역